# Vähä-Karilainen
Vähä-Karilainen är en ö i Finland. Den ligger i Skärgårdshavet eller Bottenhavet och i kommunen Nystad i den ekonomiska regionen  Nystadsregionen i landskapet Egentliga Finland, i den sydvästra delen av landet. Ön ligger omkring 61 kilometer nordväst om Åbo och omkring 210 kilometer väster om Helsingfors.
Öns area är 4 hektar och dess största längd är 290 meter i sydöst-nordvästlig riktning.